# Abgeschlossener Punkt
Der abgeschlossene Punkt ist ein Begriff der mengentheoretischen Topologie, der aber vor allem in der algebraischen Geometrie von Bedeutung ist.

## Definition
Ein abgeschlossener Punkt in einem topologischen Raum {\displaystyle X} ist ein Punkt {\displaystyle x\in X}, so dass die ein-elementige Teilmenge {\displaystyle \left\{x\right\}} eine abgeschlossene Teilmenge von {\displaystyle X} ist.

## Abgeschlossene Punkte in der algebraischen Geometrie
In der Zariski-Topologie einer algebraischen Varietät {\displaystyle \operatorname {Spec} (R)} entsprechen die abgeschlossenen Punkte den Maximalidealen von {\displaystyle R}.
Beispielsweise entsprechen die vom Nullideal {\displaystyle \{0\}} verschiedenen Primideale, das heißt die von den Primzahlen erzeugten Hauptideale, den abgeschlossenen Punkten in {\displaystyle \operatorname {Spec} (\mathbb {Z} )}. Das Nullideal ist zwar auch ein Primideal, aber kein abgeschlossener Punkt.

## T1-Räume
Ein topologischer Raum ist genau dann ein T1-Raum, wenn alle Punkte abgeschlossene Punkte sind.